# شهرستان گرهم (آریزونا)

شهرستان گرهم از شهرستان‌های ایالت آریزونا است که در موقعیت جنوب‌شرقی این ایالت واقع شده است. جمعیت این شهرستان بر طبق برآوردهای سال ۲۰۱۰ برابر ۳۷.۲۲۰ نفر بوده و مساحت ۱۲.۰۲۰.۵ کیلومتر مربعی دارد. از این مقدار، تنها ۰.۲۵٪ آن پهنه آبی است.

## پیوند
- وب‌گاه رسمی